# Turpial de les Bahames
El turpial de les Bahames (Icterus northropi) és una espècie d'ocell de la família dels ictèrids (Icteridae) que habita els boscos de les illes Bahames septentrionals.